# 1737 en musique classique
| \| • Retour à la chronologie générale de la musique classique • \| |
| Grèce • Rome • Haut Moyen Âge • VIIIe siècle • IXe siècle • Xe siècle • XIe siècle XIIe siècle • XIIIe siècle • XIVe siècle • XVe siècle • XVIe siècle • XVIIe siècle XVIIIe siècle • XIXe siècle • XXe siècle • XXIe siècle |
| • Retour à la chronologie générale de la musique classique • |

| Années en musique classique : 1734 - 1735 - 1736 - 1737 - 1738 - 1739 - 1740    |
| Décennies en musique classique : 1700 - 1710 - 1720 - 1730 - 1740 - 1750 - 1760 |

## Événements
- 12 janvier : Arminio, opéra de Georg Friedrich Haendel, créé à Londres.
- 18 mai : Berenice, opéra de Georg Friedrich Haendel, créé au Covent Garden.
- 28 septembre : cantate Angenehmes Wiederau de Johann Sebastian Bach
- 24 octobre : Castor et Pollux, tragédie lyrique de Jean-Philippe Rameau.
- 4 novembre : inauguration du Teatro di San Carlo de Naples.
- Les Éléments, de Jean-Féry Rebel.

## Naissances

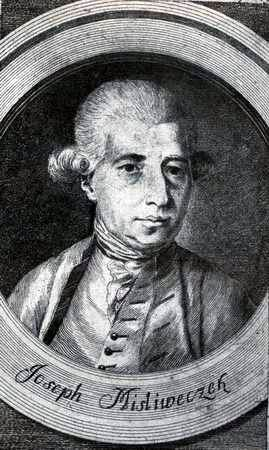
Joseph Mysliveczek

- 9 janvier : Henri Larrivée, chanteur d'opéra français († 7 août 1802).
- 9 mars : Joseph Mysliveczek, compositeur tchèque († 4 février 1781).
- 3 mai : Friedrich Schwindl, compositeur néerlandais († 7 août 1786).
- 14 septembre : Michael Haydn, compositeur autrichien († 10 août 1806).
- 13 octobre : Antoine Trial, chanteur et acteur français († 10 février 1795).
- 22 octobre : Vincenzo Manfredini, claveciniste, compositeur et théoricien de la musique italien († 16 août 1799).
- 11 décembre : Charles Hérissé, compositeur français († 1er décembre 1817).

## Décès
- 6 juillet : Pietro Torri, compositeur italien.
- 22 septembre :
  - Francesco Mancini, compositeur et organiste italien (° 16 janvier 1672).
  - Michel Pignolet de Montéclair, compositeur français (° 4 décembre 1667).
- 18 décembre : Stradivarius, luthier italien (° 1644).

Date indéterminée :
- Giorgio Gentili, compositeur et violoniste italien (° 1669).
- Julie Pinel, compositrice et professeure de clavecin française (° 1710).